# Eduardo O’Neill
Eduardo O’Neill war ein uruguayischer Politiker.
O’Neill gehörte der Partido Colorado an und saß zunächst vom 10. Februar 1913 bis 14. Februar 1914 als stellvertretender Abgeordneter für das Departamento Montevideo in der Cámara de Representantes. In den beiden folgenden Legislaturperioden war er jeweils gewählter Vertreter zuerst des Departamentos Rivera in der Zeit vom 15. Februar 1914 bis zum 14. Februar 1917 und anschließend für das Departamento Florida vom 15. Februar 1917 bis 14. Februar 1920.